# Oranżeria w Przelewicach
Oranżeria w Przelewicach – oranżeria zbudowana w latach 2010–2011 w ramach Ogrodu Dendrologicznego w Przelewicach.

## Historia
Ogród Dendrologiczny w Przelewicach po II wojnie światowej kilkakrotnie zmieniał właścicieli. W 1994 roku od Agencji Własności Rolnej Skarbu Państwa przejęła go gmina Przelewice. W 2006 roku powstał projekt budowy oranżerii. Do jej budowy wykorzystano starą stodołę w zabudowaniach folwarcznych. W 1997 roku budynek w wyniku pożaru uległ zniszczeniu. Mury, które pozostały po pożarze, w ramach prac budowlanych, które rozpoczęto jesienią 2010 roku, przekształcono w oranżerię. Dokumentację niezbędną do pozyskania środków opracowano w 2006 roku. Autorką projektu wnętrza była Patrycja Tokarska. Naprawiono ubytki w elewacjach zewnętrznych i wewnętrznych, odbudowano gzymsy oraz części ścian szczytowych, odtworzono ślusarkę okienną, a do komunikacji wykorzystano oryginalne otwory; 2/3 powierzchni dachu pokryto szkłem, a pozostałą część tradycyjną dachówką ceramiczną, zachowując kąt nachylenia połaci, dzięki czemu nie zmieniono wyglądu budynku.
Budowa była możliwa dzięki dofinansowaniu pozyskanemu w ramach środków Unii Europejskiej („Odnowa i rozwój wsi” w Programie Rozwoju Obszarów Wiejskich na lata 2007–2013). Koszt wyniósł 624 tysiące złotych, w tym 270 tysięcy złotych wyłożyła gmina Przelewice. Otwarcie oranżerii nastąpiło 12 kwietnia 2011 roku. Po przejęciu ogrodu w 2021 przez samorząd województwa zachodniopomorskiego zaplanowano remont oraz modernizację pałacu i oranżerii. Zaplanowano doposażenie w niezbędną infrastrukturę pomieszczeń biurowych, wystawienniczych, technicznych oraz zamontowanie systemu kontroli klimatu, nasłonecznienia i wentylacji. Zaplanowano również utworzenie motylarni.
W oranżerii umieszczono rośliny śródziemnomorskie, zaaranżowano je w formie gaju oliwnego i fragmentu krajobrazu toskańskiego. Wśród roślin znalazły się między innymi: pistacje, akanty, zimozielone dęby, oliwki, kamelie, pinie i granaty.

## Nagrody
W konkursie Zabytek Zadbany projekt przebudowy dawnej stodoły na oranżerię w 2012 roku otrzymał wyróżnienie w kategorii c – adaptacja obiektów zabytkowych.